# Мамаджанов, Юлдаш
Юлдаш Мамаджанов — советский узбекистанский хозяйственный деятель, Герой Социалистического Труда.

## Биография
Родился в 1900 году в Маргилане.
До 1930 года — батрак, издольщик.
В 1930—1969 — колхозник, звеньевой, бригадир колхоза имени Фрунзе Ахунбабаевского района Ферганской области.
Указом Президиума Верховного Совета СССР от 3 ноября 1951 года присвоено звание Героя Социалистического Труда с вручением ордена Ленина и золотой медали «Серп и Молот».
С 1969 года — персональный пенсионер союзного значения.
Умер после 1984 года в Маргилане.

## Награды и звания
- Герой Социалистического Труда (03.11.1951)
- Орден Ленина (03.11.1951)